# Михайлидева къща
Михайлидевата къща (на гръцки: Οικία Μιχαηλίδη) е историческа постройка в град Солун, Гърция.

## Местоположение
Сградата е разположена в южния квартал Пиргите, на булевард „Василиса Олга“ № 18, до Къща „Салем“.

## История
Къщата е построена в 1890 година за Георгиос Темелис. Купена е от Саул Леви Модиано и в крайна сметка принадлежи на семейство Михайлидис в 1926 година. Семейството живее в сградата до 1990 година, но поради големите разходи за поддръжка я дава под наем на частна банка, която я реновира. В 2018 година сградата е наета и реновирана, за да бъде приеме на Социалния клуб „Казабланка“.

## Архитектура
В архитектурно отношение е двуетажна къща, която е идеален пример за еклектика. Представлява сграда с керемиден покрив със симетрична организация на отворите на фасадата, при която централният балкон има господстващо положение, като се опира на два стълба на приземния етаж, има две йонийски колони и завършва в извит фронтон с барокови елементи, като растителни декорации, три декоративни ниши, фалшиви стълбове, декоративни ленти. Забележителни са нишите от двете страни на главната врата и балконската врата на първия етаж. Страничният изглед се определя от два реда прозорци. Към момента на построяването си вилата разполага с голяма градина, която достига до морето.